# Declaração de independência da Finlândia
A declaração de independência da Finlândia (finlandês: Suomen itsenäistyminen) foi adotada pelo parlamento da Finlândia em 6 de dezembro de 1917. Através dela, a Finlândia deixou de ser um grão-ducado ligado ao Império Russo, e tornou-se um estado-nação soberano e independente, a principio, porém por um curto tempo, uma monarquia e, posteriormente, uma república. Desde então, o dia 6 de dezembro é feriado nacional na Finlândia.

## Revolução na Rússia
Após a Revolução de fevereiro e a abdicação do czar Nicolau II, grão-príncipe da Finlândia, em 2 de março (15 de março NS) de 1917, a união pessoal entre a Rússia e a Finlândia perdeu sua base jurídica - pelo menos de acordo com a visão de Helsinque. Houve negociações entre o Governo provisório russo e as autoridades finlandesas.

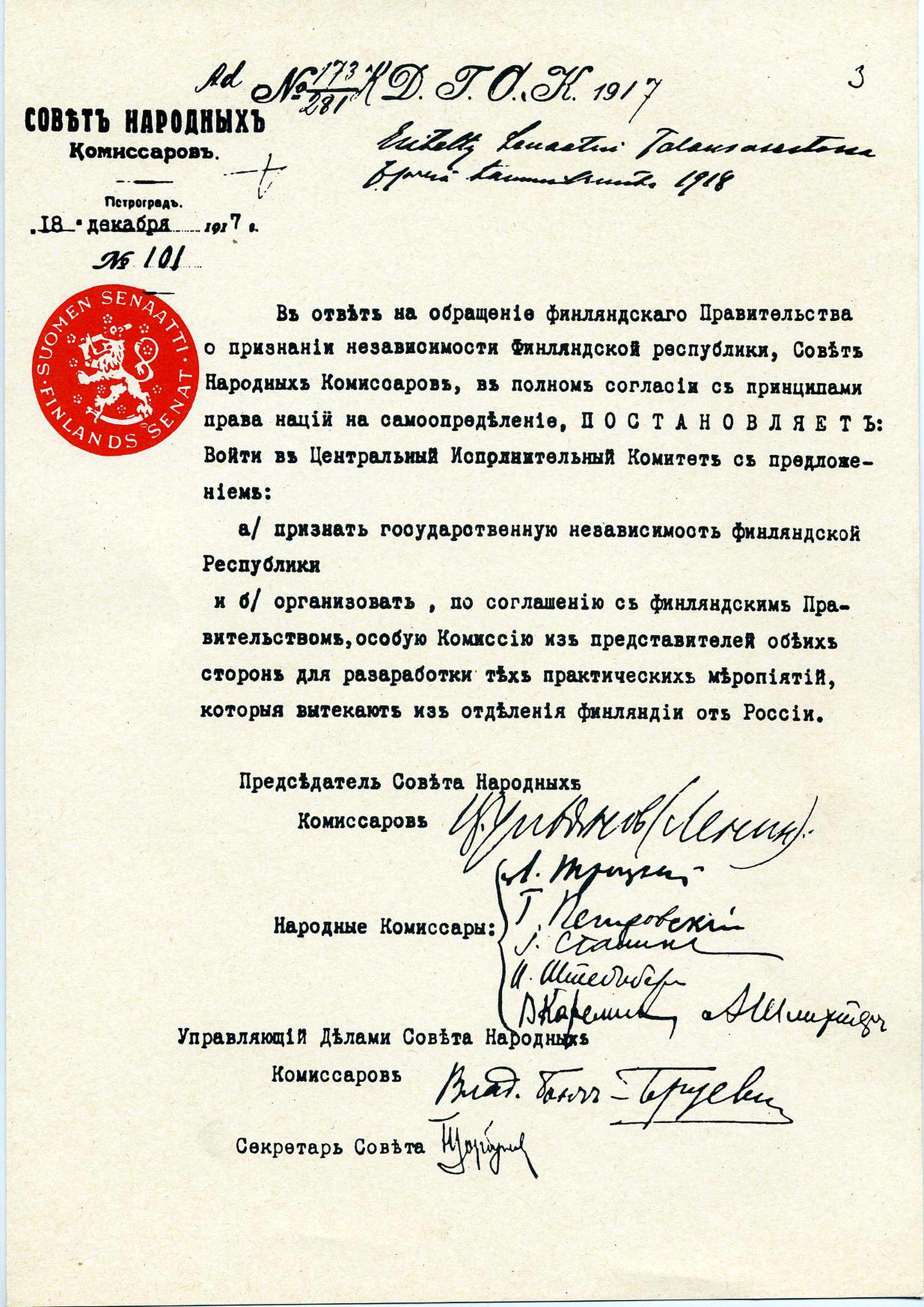
O governo bolchevique da Rússia liderado por Lenin aprova a independência da Finlândia

A proposta resultante, aprovada pelo Governo Provisório, foi amplamente reescrita no Eduskunta (Parlamento finlandês) e transformada na chamada Lei de Energia (finlandês: Valtalaki, sueco: Maktlagen), pela qual o Parlamento se declarou agora todos os poderes da legislação, exceto no que diz respeito à política externa e questões militares, e também que só poderia ser dissolvida por si mesma. No momento da votação, acreditava-se que o Governo Provisório seria rapidamente derrotado pela rebelião em São Petersburgo. O Governo Provisório sobreviveu, no entanto, desaprovou a Lei de Energia e dissolveu o Parlamento.
Após novas eleições e a derrota final do Governo Provisório na Revolução de Outubro, o Parlamento finlandês decidiu criar um conselho regencial de três homens, com base na Constituição da Finlândia, e mais precisamente na cláusula §38 do antigo Instrumento de Governo de 1772, que havia sido decretado pelos Estados após o golpe sem sangue de Gustavo III. Este parágrafo previa a eleição de um novo monarca em caso de extinção da linha real e foi interpretado na Finlândia como o exercício da soberania nas propriedades, mais tarde o Parlamento, em tal interregno. O conselho da regência, no entanto, nunca foi eleito devido à forte oposição dos socialistas finlandeses e sua greve geral que exigia uma ação mais radical.
Em 2 de novembro (15 de novembro NS) de 1917, os bolcheviques declararam um direito geral de autodeterminação, incluindo o direito de secessão completa, "para os povos da Rússia". No mesmo dia, o Parlamento finlandês emitiu uma declaração pela qual assumia, pro tempore, todos os poderes do Soberano na Finlândia. 
O antigo Instrumento de Governo, entretanto, não foi mais considerado adequado. Círculos importantes há muito consideravam o monarquismo e a nobreza hereditária antiquados e defendiam uma constituição republicana para a Finlândia.
O Senado da Finlândia, o governo que o Parlamento havia nomeado em novembro, redigiu uma Declaração de Independência e uma proposta para um novo Instrumento de Governo republicano. O Presidente do Senado (também conhecido como Primeiro-ministro) Pehr Evind Svinhufvud leu a Declaração ao Parlamento em 4 de dezembro. A Declaração de Independência foi tecnicamente apresentada na forma de um preâmbulo da proposição e deveria ser aprovada pelo Parlamento, que a adotou em 6 de dezembro.
Em 18 de dezembro (31 de dezembro NS), o governo soviético russo emitiu um decreto, reconhecendo a independência da Finlândia, e em 22 de dezembro (4 de janeiro de 1918 NS) foi aprovado pelo mais alto órgão executivo soviético, o Comitê Executivo Central de toda a Rússia (VTsIK).

## Texto da declaração
Ao povo finlandês:
Para o povo finlandês.
O Parlamento finlandês tem, no 15º dia do passado mês de novembro, em apoio à secção 38 da Constituição, declarada detentora do Supremo da Autoridade estatal, bem como a criação de um Governo para o país, que assumiu na sua principal tarefa a realização e salvaguarda da independência da Finlândia enquanto Estado. O povo da Finlândia tomou, por este passo, o seu destino nas suas próprias mãos: um passo justificado e exigido pelas atuais condições. O povo finlandês sente profundamente que não pode cumprir o seu dever nacional e as suas obrigações humanas universais sem uma soberania completa. O desejo centenário de liberdade aguarda a realização agora; O povo da Finlândia tem de avançar como uma nação independente entre as outras nações do mundo.
Para atingir este objetivo, é necessário, sobretudo, algumas medidas por parte do Parlamento. A atual forma de governo da Finlândia, atualmente incompatível com as condições, exige uma renovação completa e, por conseguinte, o Governo apresentou agora uma proposta de nova Constituição ao Conselho do Parlamento, uma proposta que se baseia no princípio de que a Finlândia deve ser uma república soberana. Tendo em conta que, as principais características da nova política têm de ser postas em vigor imediatamente, o Governo entregou ao mesmo tempo uma carta de atos nesta matéria, que significa satisfazer as necessidades de renovação mais urgentes antes da criação da nova Constituição.
O mesmo objetivo também exige medidas por parte do Governo. O Governo vai aproximar-se das potências estrangeiras para procurar um reconhecimento internacional da independência do nosso país como Estado. Neste momento, isto é particularmente mais necessário, quando a grave situação provocada pelo completo isolamento, fome e desemprego do país obriga o Governo a estabelecer relações reais com as potências estrangeiras, que prontas a ajudar a satisfazer as necessidades de vida e a importar os bens essenciais para a indústria, são o nosso único resgate da fome iminente e da estagnação industrial.
O povo russo, após subverter o Regime czarista, manifestou, em várias ocasiões, a sua intenção de favorecer o povo finlandês do direito de determinar o seu próprio destino, que se baseia no seu desenvolvimento cultural secular. E, amplamente, sobre todos os horrores da guerra é ouvida uma voz, que um dos objetivos da atual guerra deve ser, que nenhuma nação será forçada contra a sua vontade de depender de outra (nação). O povo finlandês acredita que o povo russo livre e a sua Assembleia Nacional Constituinte não querem impedir a aspiração da Finlândia de entrar na multiplicidade das nações livres e independentes. Ao mesmo tempo, o povo finlandês atreve-se a esperar que as outras nações do mundo reconheçam, que, com a sua plena independência e liberdade, o povo da Finlândia possa dar o seu melhor no cumprimento dos objetivos que lhes darão uma posição independente entre os povos do mundo civilizado.

Ao mesmo tempo que o Governo quis que todos os cidadãos finlandeses soubessem estas palavras, o Governo recorre aos cidadãos, bem como às autoridades privadas e públicas, apelando a todos em seu próprio nome para que sigam a ordem (lei e) cumprindo o seu dever patriótico, para forçar todas as suas forças para alcançar o objetivo comum da nação neste momento., que tem tanta importância e determinação, que nunca houve antes na vida do povo finlandês. Em Helsínquia, 4 de dezembro de 1917.
O Senado Finlandês:
|                   |                                 |
| P. E. Svinhufvud. | E. N. Setälä.                   |
| Kyösti Kallio.    | Jalmar Castrén.                 |
| Onni Talas.       | Arthur Castrén.                 |
| Heikki Renvall.   | Juhani Arajärvi.                |
| Alexander Frey.   | E. Y. Pehkonen.                 |
| O. W. Louhivuori. | A. E. Rautavaara (Juiz-Relator) |

## Reconhecimento internacional
| País            | Data                    |
| --------------- | ----------------------- |
| Russia          | 4 de janeiro de 1918    |
| França          | 4 de janeiro de 1918    |
| Suécia          | 4 de janeiro de 1918    |
| Império alemão  | 4 de janeiro de 1918    |
| Grécia          | 5 de janeiro de 1918    |
| Noruega         | 10 de janeiro de 1918   |
| Dinamarca       | 10 de janeiro de 1918   |
| Suíça           | 11 de janeiro de 1918   |
| Áustria-Hungria | 13 de janeiro de 1918   |
| Holanda         | 28 de janeiro de 1918   |
| Espanha         | 21 de fevereiro de 1918 |
| Império Otomano | 21 de fevereiro de 1918 |
| Bulgária        | 27 de fevereiro de 1918 |
| Santa Sé        | 2 de março de 1918      |
| Argentina       | 11 de maio de 1918      |
| Irã             | 23 de julho de 1918     |
| Tailândia       | 9 de outubro de 1918    |
| Polônia         | 8 de março de 1919      |
| Reino Unido     | 6 de maio de 1919       |
| Estados Unidos  | 7 de maio de 1919       |
| Japão           | 23 de maio de 1919      |
| Bélgica         | 10 de junho de 1919     |
| Chile           | 17 de junho de 1919     |
| Peru            | 23 de junho de 1919     |
| Itália          | 27 de junho de 1919     |
| Uruguai         | 18 de agosto de 1919    |
| Liechtenstein   | 27 de outubro de 1919   |
| Portugal        | 19 de dezembro de 1919  |
| Brasil          | 26 de dezembro de 1919  |
| Colômbia        | 31 de dezembro de 1919  |